# Les Mazures
Les Mazures és un municipi francès situat al departament de les Ardenes i a la regió del Gran Est. L'any 2007 tenia 928 habitants.

## Demografia

### Població
El 2007 la població de fet de Les Mazures era de 928 persones. Hi havia 356 famílies de les quals 88 eren unipersonals (24 homes vivint sols i 64 dones vivint soles), 104 parelles sense fills, 144 parelles amb fills i 20 famílies monoparentals amb fills.
La població ha evolucionat segons el següent gràfic:
Habitants censats

### Habitatges
El 2007 hi havia 418 habitatges, 358 eren l'habitatge principal de la família, 34 eren segones residències i 26 estaven desocupats. 401 eren cases i 15 eren apartaments. Dels 358 habitatges principals, 271 estaven ocupats pels seus propietaris, 78 estaven llogats i ocupats pels llogaters i 9 estaven cedits a títol gratuït; 1 tenia una cambra, 11 en tenien dues, 40 en tenien tres, 101 en tenien quatre i 205 en tenien cinc o més. 260 habitatges disposaven pel capbaix d'una plaça de pàrquing. A 157 habitatges hi havia un automòbil i a 159 n'hi havia dos o més.

### Piràmide de població
La piràmide de població per edats i sexe el 2009 era:
| Homes | Edats   | Dones |
| ----- | ------- | ----- |
| 0     | 95 o +  | 0     |
| 0     | 90 a 94 | 4     |
| 4     | 85 a 89 | 8     |
| 8     | 80 a 84 | 12    |
| 0     | 75 a 79 | 28    |
| 8     | 70 a 74 | 16    |
| 20    | 65 a 69 | 4     |
| 16    | 60 a 64 | 16    |
| 32    | 55 a 59 | 32    |
| 20    | 50 a 54 | 32    |
| 24    | 45 a 49 | 12    |
| 28    | 40 a 44 | 36    |
| 24    | 35 a 39 | 24    |
| 36    | 30 a 34 | 44    |
| 24    | 25 a 29 | 12    |
| 24    | 20 a 24 | 8     |
| 36    | 15 a 19 | 28    |
| 20    | 10 a 14 | 20    |
| 60    | 5 a 9   | 20    |
| 20    | 0 a 4   | 28    |

## Economia
El 2007 la població en edat de treballar era de 586 persones, 443 eren actives i 143 eren inactives. De les 443 persones actives 398 estaven ocupades (221 homes i 177 dones) i 45 estaven aturades (19 homes i 26 dones). De les 143 persones inactives 43 estaven jubilades, 49 estaven estudiant i 51 estaven classificades com a «altres inactius».

### Ingressos
El 2009 a Les Mazures hi havia 355 unitats fiscals que integraven 928 persones, la mediana anual d'ingressos fiscals per persona era de 16.863 €.

### Activitats econòmiques
Dels 23 establiments que hi havia el 2007, 2 eren d'empreses extractives, 1 d'una empresa alimentària, 3 d'empreses de fabricació d'altres productes industrials, 8 d'empreses de construcció, 1 d'una empresa de comerç i reparació d'automòbils, 4 d'empreses d'hostatgeria i restauració, 1 d'una empresa de serveis, 1 d'una entitat de l'administració pública i 2 d'empreses classificades com a «altres activitats de serveis».
Dels 8 establiments de servei als particulars que hi havia el 2009, 3 eren paletes, 1 guixaire pintor, 1 lampisteria, 1 electricista, 1 perruqueria i 1 restaurant.
L'únic establiment comercial que hi havia el 2009 era una fleca.

## Equipaments sanitaris i escolars
El 2009 hi havia una escola elemental.

## Poblacions més properes
El següent diagrama mostra les poblacions més properes.